# Right of Way (Ferry Corsten)
Right of Way is het eerste studioalbum van de Nederlandse tranceartiest Ferry Corsten dat onder zijn eigen naam werd gepubliceerd. Het album is uitgebracht op 11 november 2003 en telt 14 nummers.
Er zijn drie nummers van het album uitgebracht als single.
In de Nederlandse Album Top 100 bereikte het album de 66e plek.

## Nummers
Het album bevat de volgende nummers:
| 1.                 | Sublime              |                 | 7:46 |
| 2.                 | Whatever!            |                 | 4:47 |
| 3.                 | Rock Your Body, Rock |                 | 5:15 |
| 4.                 | Right of Way         |                 | 7:46 |
| 5.                 | Kyoto                |                 | 6:10 |
| 6.                 | Holding On           | Shelley Harland | 3:47 |
| 7.                 | Sweet Sorrow         |                 | 6:15 |
| 8.                 | Hearts Connected     |                 | 6:37 |
| 9.                 | Punk                 |                 | 4:45 |
| 10.                | It's Time            |                 | 5:22 |
| 11.                | Show Your Style      | Birgit          | 3:10 |
| 12.                | Star Traveller       |                 | 6:13 |
| 13.                | Skindeep             |                 | 3:44 |
| 14.                | In My Dreams         |                 | 6:03 |
| Totale duur: 77:45 |                      |                 |      |

## Medewerkers
- Ferry Corsten – componist, producent
- Shelley Harland, Birgit - vocalisten